# Velocitat del so

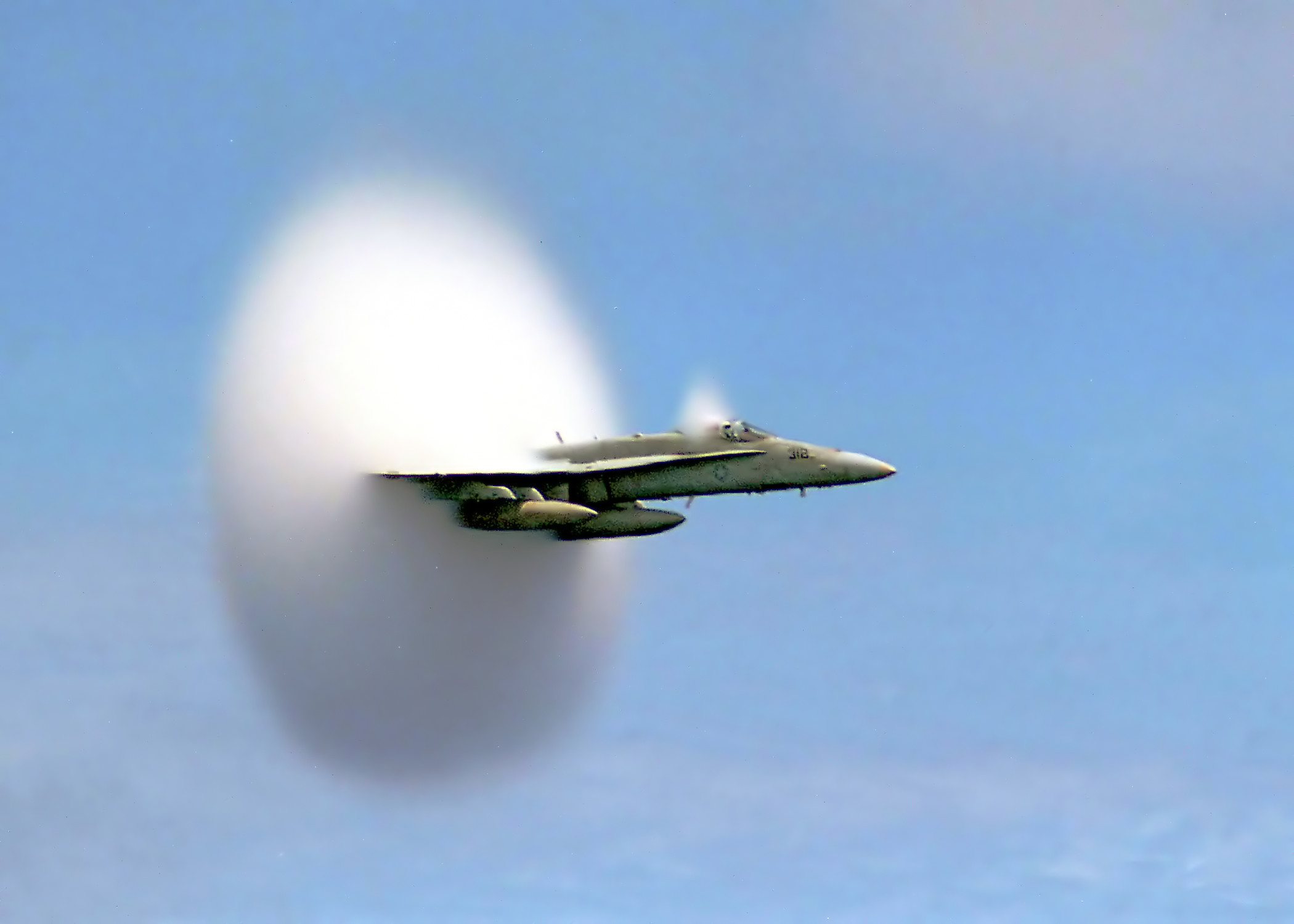
F18 de l'armada dels Estats Units trencant la barrera del so

La velocitat del so és la velocitat de propagació de les ones de pressió longitudinals que constitueixen el so. Per exemple a l'atmosfera terrestre En condicions normals i sense humitat la velocitat del so és de 340 m/s. Aquesta velocitat varia depenent del medi a través del qual viatgen les ones sonores. A més de l'interès de l'estudi del mateix so, la seva propagació en un medi pot ser útil per a estudiar algunes propietats del medi de transmissió. La velocitat del so no depèn del to o longitud d'ona, però sí de la seva atenuació.
La velocitat del so en un gas ideal només depèn de la seva temperatura i composició. A l'aire ordinari, la velocitat té una feble dependència de la freqüència i la pressió, desviant-se lleugerament del comportament ideal.
En el llenguatge col·loquial, velocitat del so es refereix a la velocitat de les ones sonores a l'aire. No obstant això, la velocitat del so varia d'una substància a una altra: normalment, el so viatja més a poc a poc en els gasos, més ràpid en els líquids i més ràpid en els sòlids. Per exemple, mentre que el so viatja a 343 m/s a l'aire, ho fa a 1.481 m/s a l'aigua (gairebé 4,3 vegades més ràpid) i a 5,120 m/s al ferro (gairebé 15 vegades més ràpid). En un material excepcionalment rígid com el diamant, el so viatja a 12,000 metres per segon (39,000 ft/s), unes 35 vegades la seva velocitat a l'aire i aproximadament la major velocitat a què pot viatjar en condicions normals.
En teoria, la velocitat del so és en realitat la velocitat de les vibracions.
Les ones sonores als sòlids es componen d'ones de compressió (com als gasos i líquids) i un tipus diferent d'ona sonora anomenada ona de tall, que només es produeix als sòlids. Les ones de tall als sòlids solen viatjar a velocitats diferents que les ones de compressió, com s'observa a sismologia. La velocitat de les ones de compressió en els sòlids ve determinada per la compressibilitat, el mòdul de cisalladura i la densitat del medi. La velocitat de les ones de tall ve determinada únicament pel mòdul de tall i la densitat del material sòlid.
A dinàmica de fluids, la velocitat del so en un medi fluid (gas o líquid) s'utilitza com a mesura relativa de la velocitat d'un objecte que es mou a través del medi. La relació entre la velocitat d'un objecte i la velocitat del so (al mateix mitjà) s'anomena número de Mach de l'objecte. Els objectes que es mouen a velocitats superiors a la del so (Mach1) es diu que viatgen a velocitats supersòniques.

## Història
Isaac Newton, en l'obra de 1687 Principia inclou un càlcul de la velocitat del so a l'aire com a 298 m/s, dada que és massa baixa en aproximadament un 15%. La discrepància es deu principalment a ignorar l'efecte (llavors desconegut) de la temperatura que fluctua ràpidament en una ona de so (en termes moderns, la compressió i expansió de l'ona de so de l'aire és un procés adiabàtic, no un procés isotèrmic). Aquest error va ser posteriorment corregit per Laplace.
Durant el segle xvii va haver-hi diversos intents de mesurar la velocitat del so amb precisió, inclosos els intents de Marin Mersenne el 1630 (1380 peus parisencs per segon), Pierre Gassendi el 1635 (1473 peus parisencs per segon) i Robert Boyle (1125 peus parisencs per segon). (El peu parisenc era 325 mm. Això és més llarg que el "peu internacional" estàndard d'ús comú en l'actualitat, que es va definir oficialment el 1959 com a 304,8 mm, cosa que fa que la velocitat del so a 20 °C siguin 1055 peus parisencs per segon). La velocitat del so va ser calculada amb precisió per primer cop pel sacerdot britànic William Derham, rector d'Upminster, el qual va millorar les estimacions de Newton. Va dur a terme un experiment emprant un telescopi per calcular per triangulació el temps que tardava un so (en aquest cas el d'un tret) a recórrer una distància coneguda.

## Càlcul
El terme s'aplica habitualment a la velocitat del so en l'aire, superada pels míssils i per diversos avions de reacció, entre d'altres. En aquest cas les propietats físiques de l'aire, la seva pressió i humitat per exemple, són factors que afecten la velocitat. Una velocitat aproximada (en m/s) pot ser calculada mitjançant la fórmula empírica següent:
{\displaystyle c=(331{,}5+0{,}6\cdot \vartheta )\ \mathrm {m/s} }
on {\displaystyle \vartheta } és la temperatura en graus Celsius; 
{\displaystyle \vartheta =T-273{,}15\,\mathrm {K} }.
Una equació més exacta, referida normalment com velocitat adiabàtica del so, és expressada per la fórmula que segueix:
{\displaystyle c={\sqrt {\frac {\kappa \cdot R\cdot T}{m}}}}
on R és la constant dels gasos, m és el pes molecular mitjà del medi per on es propaga el so (R/m = 287 J/kg·K per a l'aire), κ és la raó de les calors específiques (κ=cp/cv i és igual a 1,4 per a l'aire), i T és la temperatura absoluta en kèlvins. En una atmosfera estàndard es considera que T és 293,15 K, que dona un valor de 343 m/s o 1.235 quilòmetres/hora. Aquesta fórmula suposa que la transmissió del so es realitza sense pèrdues d'energia en el medi, aproximació molt propera a la realitat.
En sòlids, la velocitat del so és expressada per
{\displaystyle c={\sqrt {\frac {E}{\rho }}}}
on E és el mòdul de Young i ρ és la densitat. D'aquesta manera es pot calcular per exemple la velocitat del so en l'acer, que és aproximadament de 5.100 m/s.
La velocitat del so en l'aigua és d'interès per a realitzar mapes del fons de l'oceà. En aigua salada, el so viatja aproximadament a 1.500 m/s i en aigua dolça a 1.435 m/s. Aquestes velocitats varien segons la pressió, profunditat, temperatura, salinitat i altres factors.

## Medis de propagació
La velocitat del so varia depenent del medi a través del qual viatgen les ones sonores.
La velocitat del so varia també davant dels canvis de temperatura del medi. Un augment de la temperatura es tradueix en un augment de la freqüència amb la qual es produeixen les interaccions entre les partícules que transporten la vibració, i l'augment d'activitat fa augmentar la velocitat.
Per exemple, sobre una superfície nevada el so és capaç de desplaçar-se travessant grans distàncies. Això és així gràcies a les refraccions produïdes sota la neu, que no és un medi uniforme. Cada capa de neu té una temperatura diferent. Les més profundes, on el sol no arriba, estan més fredes que les superficials. En aquestes capes més fredes pròximes a terra, el so es propaga amb menor velocitat.
En general, la velocitat del so és major en els sòlids que en els líquids i en els líquids és major que en els gasos. Això és degut al grau més gran de cohesió que tenen els enllaços atòmics o moleculars a mesura que la matèria és més sòlida.
- La velocitat del so en l'aire (a una temperatura de 20 °C) és de 343,2 m/s. Si volem obtenir l'equivalència en kilòmetres per hora la podem determinar mitjançant la següent conversió física:

Velocitat del so en l'aire: (343 m/1 s)*(3600 s/1 h)*(1 km/1000 m) = 343 × 3,6 km/h = 1.234,8 km/h.
- En l'aire, a 0 °C, el so viatja a una velocitat de 331 m/s i si puja 1 °C la temperatura, la velocitat del so augmenta en 0,6 m/s.
- En l'aigua (a 25 °C) és de 1.493 m/s.
- En la fusta és de 3.900 m/s.
- En el formigó és de 4.000 m/s.
- En l'acer és de 5.100 m/s.
- En l'alumini és de 6.400 m/s.

## Gradients

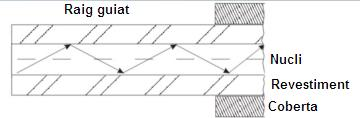
Interior d'una fibra òptica. Les ones sonores dins del canal SOFAR es comporten de manera semblant a la llum dins d'una fibra òptica.

Quan el so es propaga de manera uniforme en totes les direccions en tres dimensions, la intensitat disminueix en proporció inversa al quadrat de la distància. No obstant això, a l'oceà hi ha una capa anomenada "canal de so profund" o el canal SOFAR que pot confinar les ones de so a una profunditat determinada.
Dins del canal SOFAR la velocitat del so és menor que en les capes inferiors i superiors. Així com les ones de llum es refracten cap a una regió de major índex, les ones sonores es refracten cap a una regió on es redueix la seva velocitat. El resultat és que el so es limita a la capa, com la llum pot ser confinada dins d'una làmina de vidre o una fibra òptica. Així, el so es limita essencialment en dues dimensions. En dues dimensions la intensitat disminueix en proporció a només l'invers de la distància. Això permet a les ones viatjar molt més lluny abans de debilitar-se i esdevenir indetectables.
Un efecte similar es produeix en l'atmosfera. El Projecte Mogul utilitza amb èxit aquest efecte per detectar una explosió nuclear a una distància considerable.

## Dependència de les propietats del medi
La velocitat del so és variable i depèn de les propietats de la substància que travessa l'ona. En els sòlids, la velocitat de les ones transversals (o de cisallament) depèn de la deformació de cisallament sota l'esforç de cisallament (anomenat mòdul de cisallament) i de la densitat del medi. Les ones longitudinals (o de compressió) en els sòlids en depenen dos factors amb l'afegit d'una dependència de la compressibilitat.
Als fluids, només la compressibilitat i la densitat del medi són els factors importants, ja que els fluids no transmeten esforços tallants. En els fluids heterogenis, com un líquid ple de bombolles de gas, la densitat del líquid i la compressibilitat del gas afecten la velocitat del so de forma additiva, com es demostra a l'efecte xocolata calenta.
En els gasos, la compressibilitat adiabàtica està directament relacionada amb la pressió a través de la relació de capacitat calorífica (índex adiabàtic), mentre que la pressió i la densitat estan inversament relacionades amb la temperatura i el pes molecular, per la qual cosa només són importants les propietats completament independents de la temperatura i estructura molecular (la relació de capacitat calorífica pot ser determinada per la temperatura i l'estructura molecular, però el simple pes molecular no és suficient per determinar-la).
El so es propaga més ràpidament en els gasos de baix pes molecular, com l'heli, que en els gasos més pesats, com el xenó, per als gasos monatòmics, la velocitat del so és aproximadament el 75% de la velocitat mitjana a què es mouen els àtoms en aquest gas.
Per a un gas ideal donat, la composició molecular és fixa i, per tant, la velocitat del so només depèn de la seva temperatura. A temperatura constant, la pressió del gas no té cap efecte sobre la velocitat del so, ja que la densitat augmentarà, i ja que la pressió i la densitat (també proporcional a la pressió) tenen efectes iguals però oposats sobre la velocitat del so, i les dues contribucions es cancel·len exactament. De manera similar, les ones de compressió en els sòlids depenen tant de la compressibilitat com de la densitat —igual que en els líquids—, però als gasos la densitat contribueix a la compressibilitat de tal manera que una part de cada atribut s'anul·la, deixant només una dependència de la temperatura, el pes molecular i la relació de capacitat calorífica que es pot derivar independentment de la temperatura i la composició molecular (vegeu les derivacions més endavant). Així, per a un mateix gas donat (suposant que el pes molecular no canvia) i en un interval de temperatura petit (pel qual la capacitat calorífica és relativament constant), la velocitat del so passa a dependre únicament de la temperatura del gas.
En un règim de comportament no ideal del gas, per al qual s'utilitzaria l'equació de gas de Van der Waals, la proporcionalitat no és exacta, i hi ha una lleugera dependència de la velocitat del so amb la pressió del gas.
La humitat té un efecte petit, però mesurable sobre la velocitat del so (fent que augmenti al voltant d'un 0,1%-0,6%), perquè les molècules d'oxigen i nitrogen de l'aire són substituïdes per molècules més lleugeres d'aigua.

## Variació de l'altitud i les implicacions per a l'acústica atmosfèrica

La densitat i la pressió disminueixen suaument amb l'altitud, però la temperatura (vermell) no. La velocitat del so (blau) només depèn de la complicada variació de la temperatura en altura i es pot calcular a partir d'aquesta, ja que els efectes aïllats de la densitat i la pressió sobre la velocitat del so s'anul·len mútuament. La velocitat del so augmenta amb l'alçada en dues regions de l'estratosfera i la termosfera, a causa dels efectes de l'escalfament en aquestes regions

A l'atmosfera terrestre, el principal factor que afecta la velocitat del so és la temperatura. Per a un gas ideal donat amb capacitat calorífica i composició constants, la velocitat del so depèn únicament de la temperatura. En aquest cas ideal, els efectes de la disminució de la densitat i la disminució de la pressió d'altitud s'anul·len mútuament, llevat de l'efecte residual de la temperatura.
Atès que la temperatura (i, per tant, la velocitat del so) disminueix amb l'augment de l'altitud fins 11 km, el so es refracta cap amunt, lluny dels oients a terra, creant una ombra acústica a certa distància de la font. La disminució de la velocitat del so amb l'alçada es denomina gradient de velocitat del so negatiu.
No obstant això, hi ha variacions en aquesta tendència per sobre dels 11 km. En particular, a l'estratosfera per sobre d'uns 20 km, la velocitat del so augmenta amb l'alçada, a causa d'un augment de la temperatura per escalfament dins de la capa d'ozó. Això produeix un gradient positiu de la velocitat del so en aquesta regió. Una altra regió de gradient positiu es produeix a altituds molt elevades, en la ben anomenada termosfera per sobre dels 90 km.